# Frauenmeer
Das Frauenmeer ist ein kleiner See nördlich des Dorfes Timmel im ostfriesischen Landkreis Aurich (Niedersachsen). Geomorphologisch gesehen ist es eine Pingo-Ruine. Es entstand vor etwa 15.000 Jahren mit dem Ende der Weichsel-Kaltzeit. Während der Eiszeit bildete sich ein Eiskern, der durch Zufluss von strömenden Wasser aus dem tiefen Untergrund in Höhe und Breite ständig wuchs. Die darüber liegenden Bodenschichten wurden damit in die Höhe gedrückt und rutschten nach und nach ab. Somit bildete sich ein höherer Randbereich. Mit dem Ende der Eiszeit schmolz der Eiskern und das Frauenmeer entstand.
In Timmel gibt es mehrere Pingo-Ruinen, wie etwa das Sebensmeer und das Hilgenmeer, den heutigen Dorfteich. Das Sebensmeer verlandete jedoch und heute ist nur noch eine Niederung zu erkennen. Das Frauenmeer hat eine Wassertiefe von elf Metern.